# Rządzenie
Rządzenie (ang. governance; czasem zarządzanie) – złożony system lub struktura procesów, funkcji, struktur, reguł, praw i norm utworzonych z relacji, interakcji, dynamiki władzy i komunikacji w obrębie zorganizowanej grupy. Wyznacza granice akceptowalnych zachowań i praktyk różnych podmiotów w grupie oraz kontroluje ich procesy decyzyjne poprzez tworzenie i egzekwowanie zasad i wytycznych. Ponadto zarządza, przydziela i mobilizuje odpowiednie zasoby i zdolności różnych członków oraz ustala ogólny kierunek działania grupy w celu skutecznego rozwiązywania jej konkretnych zbiorowych potrzeb, problemów i wyzwań.